# That Song in My Head
«That Song in My Head»  — перший сингл першого альбому американської співачки кантрі Джуліанн Гаф — «Julianne Hough». В США вийшов 3 березня 2008. Пісня увійшла у 20 хітів «Billboard» Hot Country Songs. Невдовзі вона потрапила до «Now That's What I Call Country».

## Список пісень
| #  | Назва                  | Тривалість |
| -- | ---------------------- | ---------- |
| 1. | «That Song in My Head» | 3:16       |

## Музичне відео
Відеокліп знімався в парку Вентура міста Вентура, Каліфорнія, США.

## Чарти
Пісня «That Song in My Head» дебютувала 51 місцем в «Billboard» Hot Country Songs. Через три тижні вона посіла 40. Невдовзі вона увійшла у 20 хітів. На чарті «Billboard» Hot 100 пісня дебютувала 88 місцем, а на тижні від 3 серпня 2008 досягла 18 місця.
| Чарт (2008)                      | Місце |
| -------------------------------- | ----- |
| U.S. Billboard Hot Country Songs | 18    |
| U.S. Billboard Hot 100           | 88    |
| U.S. Billboard Pop 100           | 84    |